# 2023 Asaph
2023 Asaph là một thiên thạch được phát hiện tại Đài thiên văn Goethe Link gần Brooklyn, Indiana bởi Chương trình tiểu hành tinh Indiana.